# Salka armata
Salka armata är en insektsart som beskrevs av Irena Dworakowska 1976. Salka armata ingår i släktet Salka och familjen dvärgstritar.
Artens utbredningsområde är Taiwan. Inga underarter finns listade i Catalogue of Life.